# Абреакция
Абреа́кция (англ. abreaction); отреаги́рование; разря́дка — термин в психоанализе, означающий повторное переживание травматического события с целью дать выход избытку сдерживаемых эмоций. Иногда под абреакцией также имеется в виду способ осознания подавленных травматических событий. 
Абреакцией (отреагированием) называется только сознательное переживание уже случившегося травматического события. Бессознательное развитие пугающего сценария относится к защитным механизмам и называется отыгрыванием (или, что порой вызывает терминологическую путаницу, «отреагированием вовне»).

## История понятия
В начале своей карьеры Карл Юнг проявлял интерес к абреакции, или к тому, что упоминалось как «теория травмы», но впоследствии он пришёл к заключению, что абреакция имеет ограниченное применение при лечении неврозов. Юнг заявил: 
«Вскоре я обнаружил, что, хотя травмы ясно выраженного этиологического значения порой и присутствуют, тем не менее большинство из них выглядит весьма неправдоподобно. Многие попросту оказывались маловажными, но даже и как травмы их в лучшем случае можно было рассматривать не более чем предлог для невроза. Что же в особенности обращало на себя критический взор, — то, что немало травм оказывалось попросту продуктами фантазии и никогда на самом деле не случалось. Я не мог более воображать, что повторяющиеся переживания фантастически преувеличенной или полностью выдуманной травмы отличались бы по своей терапевтической ценности от процедуры внушения».
Юнг считал, что навыки, рвение и уверенность психоаналитика в своих силах и методах работы имеют большее значение для пациента, чем перефразирование старых травмирующих эмоций.

## Абреакционная терапия
Абреакционная терапия является такой формой психотерапии, при которой абреакция используется для оказания помощи пациенту, страдающему от посттравматического стрессового расстройства, методом драматического проигрывания конфликтной ситуации (устного или ролевого). 
Механизм действия данной терапии можно сравнить со «вскрытием гнойника». Открытие опухоли даёт возможность вывести гной и приводит к заживлению болезненного участка. Подобно тому, как операция по удалению нагноения может происходить болезненно, точно так же проигрывание травматического события может оказаться довольно неприятным для пациента, а воспоминание о боли может чувствоваться физически.

## Проявления в современной культуре
- В романе Томаса Пинчона «Радуга земного тяготения» главный герой переживает множество эпизодов абреакции.
- Теодор Старджон написал небольшой рассказ под названием «Абреакция», описывающий опыт подобного рода.
- В пьесе Питера Шаффера Equus климактерическая сцена является эпизодом абреакции.

## Внешние ссылки
- Психоанализ и динамические психотерапии
- Что такое абреакция? Архивная копия от 14 декабря 2009 на Wayback Machine